# ネオン警察 ジャックの刺青
『ネオン警察 ジャックの刺青』（ネオンけいさつ ジャックのいれずみ）は、1970年10月14日に公開された日本映画である。

## 概要
「女の警察」シリーズの続編となる「ネオン警察」シリーズの第1作。暴力団同士の縄張り争いに介入し、勝ち目のない方の組を盛り返して荒稼ぎする「ジャックの刺青」こと花村勇治とその相棒が、上岡組と野田の策略にかかった十和田組の救済に挑む。
監督は武田一成。主演は小林旭。製作は日活。配給はダイニチ映配。

## キャスト
- 花村勇治：小林旭
- 桜井麗子：夏純子
- 倉原俊太郎：郷鍈治
- 野田：青木義朗
- 白石健二：安岡力也
- 多羅尾：深江章喜
- 上岡：草薙幸二郎
- 美芳：真理アンヌ
- 早苗：美波節子
- 京子：秋とも子
- 高：三田村元
- 沖島：武藤章生
- 雪丘恵介
- 弘松三郎
- 二瓶正也
- 源太：榎木兵衛
- 井上：玉村駿太郎
- サブ：杉山元
- トシ：長浜鉄平
- 高の子分：沢美鶴
- 高の子分：溝口拳
- 氷室政司
- 柴田新三
- 牧まさみ
- 市川魔胡
- 森みどり
- 原田千枝子
- 森本和子（ビクター）

日活公式サイトの作品紹介ページでは、以下の人物もキャスト扱いで記載されている。
- カード指導：村上正洋
- 刺青：河野光揚
- 技斗（殺陣）：山口博義

## スタッフ
- 監督：武田一成
- 脚本：大和屋竺、曽根義忠
- 音楽：鏑木創
- 撮影：高村倉太郎
- 照明：熊谷秀夫
- 録音：紅谷愃一
- 美術：深民浩
- 編集：辻井正則
- 助監督：加藤彰
- 製作主任：福田慶治
- スクリプター：白鳥あかね
- 色彩計測：舟生幸、東洋現像所
- 企画：友田二郎[1]、佐々木志郎[1]
- スチール：井本俊康[1]

## 楽曲
主題歌
「夜の主役」
作詞：小嶋かずひろ / 作曲：鏑木創 / 唄：小林旭
挿入歌
「酔いどれ女の流れ唄」
作詞作曲：みなみらんぼう / 編曲：寺岡真三 / 唄：森本和子 / レーベル：ビクターレコード

## 同時上映
- おんな牢秘図